# Marie Jean Antoine Nicolas Caritat, Marquis de Condorcet

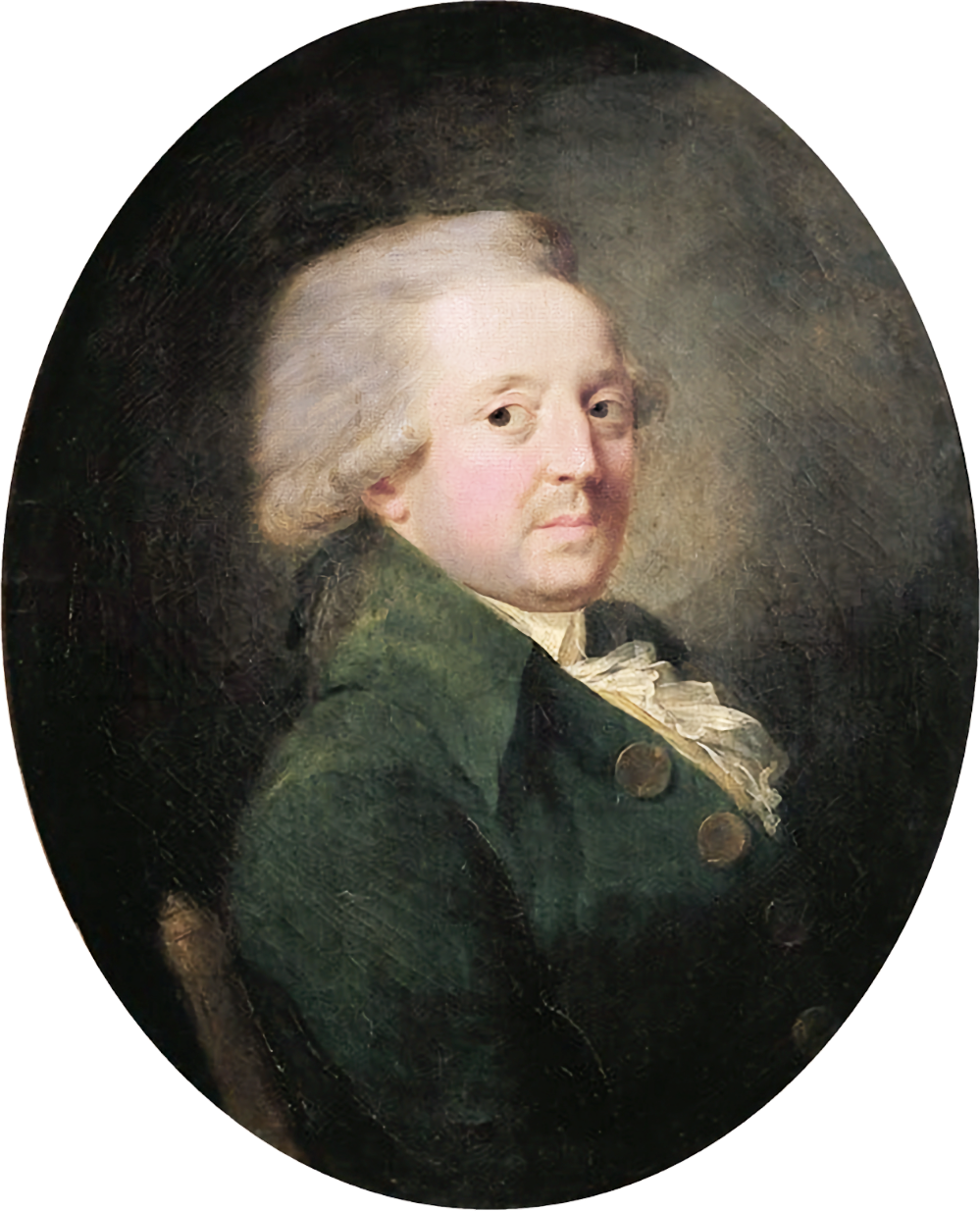
Marie Jean Antoine Nicolas Caritat, Marquis de Condorcet (1743–1794)

Marie Jean Antoine Nicolas Caritat, Marquis de Condorcet (* 17. September 1743 in Ribemont; † 29. März 1794 in Bourg de l’Égalité, jetzt Bourg-la-Reine) war ein französischer Philosoph, Mathematiker und Politiker der Aufklärung.
Condorcet war ein überzeugter Aufklärer, ein Liberaler und kultureller Neuerer der Moderne vor und während der Französischen Revolution. Er trat 1790, kurz nach der Verkündung der Menschenrechte und der Bürgerrechte, vehement dafür ein, diese auch Frauen zu gewähren. In seinem am 3. Juli 1790 veröffentlichten Essay Sur l’admission des femmes au droit de cité sprach er sich für die Einführung des Frauenwahlrechts aus. Darüber hinaus trat er für die Gleichberechtigung von schwarzen Menschen verbunden mit der Abschaffung der Sklaverei und für den Freihandel ein.
Harold B. Acton beschrieb ihn als Mann der Aufklärung, einen Verfechter der wirtschaftlichen und sozialen Freiheit, der religiösen Toleranz und der rechtlichen und erzieherischen Reformen. Condorcet war jedoch auch ein Mann mit strengen Prinzipien. Seine Jugendfreundin Amélie Suard charakterisierte ihn folgendermaßen: „Es gab niemanden, der fester in seinen Überzeugungen, niemand, der beständiger in seinen Gefühlen war.“ Von sich selbst sagte Condorcet: „Ich werde mich niemals dazu erniedrigen, meine Grundsätze und mein Verhalten zu rechtfertigen.“ Er ist im Bereich der Sozial- und Politikwissenschaften außerdem für das sogenannte Condorcet-Paradoxon berühmt.

## Leben
Condorcet erhielt zunächst eine Ausbildung am Jesuitenkolleg in Reims, anschließend studierte er am Collège Mazarin in Paris. 1765 veröffentlichte Condorcet die Arbeit Essai sur le calcul intégral. In dieser Schaffensphase publizierte er mehrere wichtige mathematische Arbeiten, so 1772 eine weitere zur Integralrechnung. Im selben Jahr lernte Condorcet den französischen Ökonomen Anne Robert Jacques Turgot kennen, der ihn zwei Jahre später (1774) unter Ludwig XV. zum Generalinspekteur der staatlichen Münze ernannte. Diese Stellung bekleidete er bis 1791, jedoch nach der Entlassung Turgots im Jahre 1776 eher widerwillig.

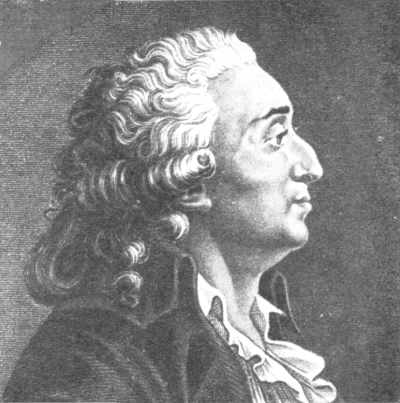
Marquis de Condorcet

Condorcet, der seit 1769 Mitglied der Pariser Académie des Sciences war, wurde 1776 zu ihrem ständigen Sekretär ernannt. Er stand den Enzyklopädisten nahe und war ab 1782 Mitglied der Académie française.
Er heiratete 1786 die Autorin und Übersetzerin Sophie de Grouchy (1764–1822); diese wurde später für den von ihr geführten, einflussreichen politischen Salon bekannt, außerdem galt sie als eine der schönsten Frauen ihrer Zeit. Seit 1775 war er gewähltes Mitglied der American Philosophical Society. 1792 wurde Condorcet in die American Academy of Arts and Sciences gewählt. Von 1786 bis 1793 war er auswärtiges Mitglied der Preußischen Akademie der Wissenschaften und von 1776 bis 1792 Ehrenmitglied der Russischen Akademie der Wissenschaften in Sankt Petersburg.
Seine wichtigsten wissenschaftlichen Beiträge waren seine Arbeiten zur Wahrscheinlichkeitsrechnung und zur mathematischen Philosophie, ferner zur Analysis und zum Dreikörperproblem (1768). Entscheidend für die Entwicklung der Wahrscheinlichkeitstheorie war seine 1785 veröffentlichte Abhandlung Essai sur l’application de l’analyse à la probabilité des décisions rendues à la pluralité des voix.
Condorcet entwickelte die Condorcet-Methode (zur Durchführung und Auswertung von Wahlen von einem unter mehreren Kandidaten; einer seiner damaligen Konkurrenten war Jean Charles Borda). Er ist bekannt für das Condorcet-Paradoxon, wonach es möglich ist, dass eine Mehrheit die Option A gegenüber einer Option B bevorzugt, zugleich eine Mehrheit die Option B gegenüber einer Option C bevorzugt und dennoch eine Mehrheit die Option C gegenüber der Option A bevorzugt.
Bekannt ist auch das Condorcet-Jury-Theorem. In seiner Grundform geht es von folgenden Annahmen aus: Eine Jury habe zwischen zwei Optionen zu wählen; jedes Mitglied dieser Jury sei in der Lage, mit Wahrscheinlichkeit q > 0,5 die bessere Entscheidung zu wählen; eine Jury entscheide mit der absoluten Mehrheit der (ungeraden) Anzahl ihrer Mitglieder. Unter diesen drei Annahmen gelten die folgenden drei Aussagen:
- Die Wahrscheinlichkeit einer korrekten Entscheidung durch eine Jury von drei oder mehr Mitgliedern ist größer als die Wahrscheinlichkeit einer korrekten Entscheidung durch ein einzelnes Mitglied.
- Die Wahrscheinlichkeit einer korrekten Jury-Entscheidung steigt mit der Zahl der Mitglieder.
- Geht die Mitgliederzahl gegen unendlich, so geht die Wahrscheinlichkeit einer korrekten Entscheidung gegen Eins.

Für den Fall q < 0,5 gilt das Gegenteil: je weniger Mitglieder abstimmen, desto besser. Das Jury-Theorem hat Bedeutung für den Vergleich zwischen repräsentativer und direkter Demokratie, zwischen föderalen und zentralistischen Systemen, oder zwischen steilen oder flachen Hierarchien in Organisationen.
Condorcet betätigte sich auch als Biograph und publizierte Vie de M. Turgot (1786) und Vie de Voltaire (1789). Aus diesen Biographien geht deutlich hervor, dass er Turgots ökonomische Theorien ebenso befürwortete wie Voltaires Opposition zu den Kirchen.

### Französische Revolution
Beim Ausbruch der Französischen Revolution, der er sich 1789 anschloss, vertrat er die Sache der Liberalen und war Mitglied in der Gesellschaft der Dreißig. In seiner Schrift Sur l’admission des femmes au droit de cité 1790 forderte er das Bürger- und Wahlrecht für Frauen.
Gemeinsam mit seiner Ehefrau sowie Thomas Paine, dem Girondisten Jacques Pierre Brissot und weiteren, gründete er ein Journal, um das Bewusstsein für das republikanische politische Denken in Frankreich zu fördern. Wichtigste Redakteurin wurde seine Frau. Sophie de Condorcets Texte in dem Journal waren nicht signiert oder trugen die Signatur „La Vérité“, die Wahrheit. Auch übersetzte sie Texte von Paine und anderen und schrieb vermutlich ihre Sympathiebriefe.
Dieses Journal, Le Républicain, wurde auf den Wunsch von Condorcet bereits nach wenigen Monaten eingestellt. Grund war das Massaker auf dem Marsfeld, bei dem Sophie de Condorcet und die gemeinsame Tochter Eliza zugegen waren. Trotzdem führte gerade dieses Journal zur Gründung eines kurzzeitigen politischen Klubs, der Republikanischen Gesellschaft.
1791 wurde er als Pariser Abgeordneter in die Gesetzgebende Nationalversammlung gewählt, im Februar 1792 wurde er deren Präsident. In dieser Funktion entwarf er weitreichende Pläne für ein staatliches Bildungssystem, die so genannte »Nationalerziehung«. Diese sah die Beseitigung aller Klassenunterschiede im Bildungswesen sowie dessen Unabhängigkeit von Staat und Kirche vor. Weiterhin forderte er eine umfassende Erwachsenenbildung.
Als einer der Führer der Republikaner und Deputierter des Konvents trat er den gemäßigten Girondisten bei und vertrat vehement die Ansicht, dass das Leben des Königs geschont werden solle. Condorcet war Mitglied des Verfassungsausschusses. Bis zum Februar des Jahres 1793 erarbeitete er den Entwurf für eine republikanische Verfassung, die von den Girondisten unterstützt wurde. Da diese jedoch schon im Juni desselben Jahres gestürzt wurden, wurde der Entwurf nie angenommen.
Mit dem Sturz der Girondisten und der Machtübernahme durch die radikaleren Jakobiner unter Robespierre wurde auch Condorcet angeklagt, auch weil er heftig gegen deren nach seiner Meinung stümperhaft zusammengeschriebene neue Verfassung argumentierte. Er tauchte unter und konnte sich so bis 1794 seiner Verhaftung entziehen. In seinem Versteck schrieb er die philosophische Abhandlung Esquisse d’un tableau historique des progrès de l’esprit humain. In diesem historischen Abriss verfolgte Condorcet den Fortschritt des menschlichen Geistes seit seinen Anfängen. Er teilte die Entwicklung in neun Epochen ein und zeigte die beständige Weiterentwicklung, die Perfektibilität des Menschen. Er vertrat die Ansicht, dass der Mensch von Natur aus gut und zur Vervollkommnung seiner intellektuellen und moralischen Anlagen fähig sei.
Bildungsunterschiede seien die Hauptursache der Tyrannei. Daher trat Condorcet schon früh für allgemein zugängliche Bildungseinrichtungen ein, die unabhängig von staatlichem Einfluss sein sollten. Nach Condorcet sollte zwischen einer schulischen Grundbildung und einer weiterführenden Erwachsenenbildung unterschieden werden.
Im März 1794 floh er aus seinem Unterschlupf in einem Pariser Wohnhaus, da er sich dort nicht mehr sicher fühlte. Seine Flucht aus Paris endete jedoch schon nach drei Tagen, am 27. März 1794 mit seiner Verhaftung in Clamart und Einkerkerung. Je nach Quelle starb er noch am selben Tag oder erst zwei Tage später. Auch die Todesursache ist nicht restlos geklärt: Die einen behaupten, er sei von seinen Häschern vergiftet worden, andere gehen von Suizid oder gar einem Tod durch Erschöpfung aus. Condorcets Schriften wurden posthum 1802 als Œuvres Complètes von Carl Friedrich Cramer in Paris gedruckt und in Braunschweig verlegt.

## Ehrungen
- 1935: Benennung des Mondkraters Condorcet durch die Internationale Astronomische Union
- 1998 Frankreich: Gedenkmünze zu 100 Francs, Silber 900fein, 22,2 gr., 37 mm. Auflage: 3.000 Stück
- Der Asteroid (7960) Condorcet wurde nach ihm benannt.

## Werke (Auswahl)

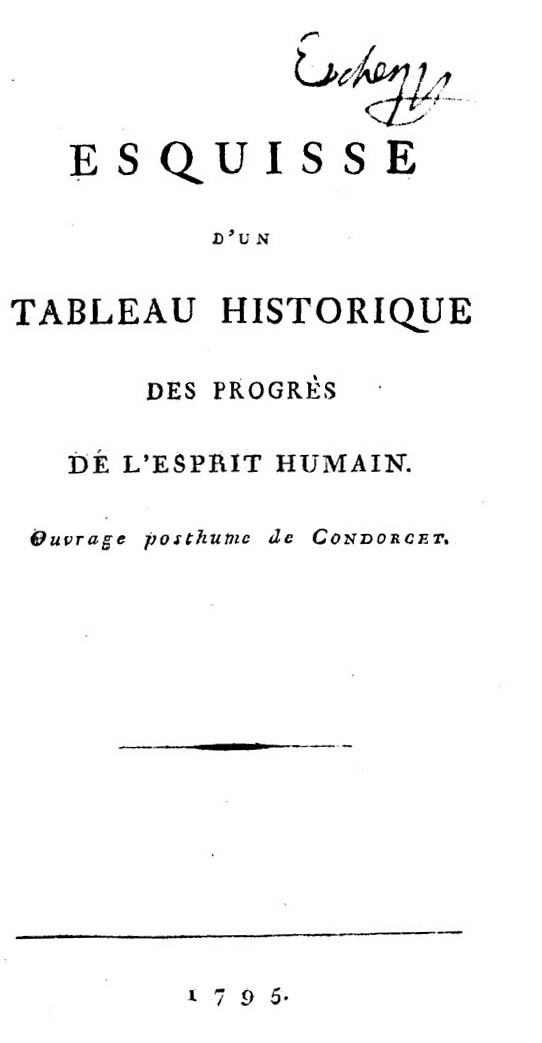
Esquisse d’un tableau historique des progres de l’esprit humain, 1795

- 1775: Réflexions sur la jurisprudence universelle.
- 1781: Réflexions sur l’esclavage des nègres. Unter dem Pseudonym M. Schwartz
- 1781–1784: Mémoire sur le calcul des probabilités, in Mémoires de l’Académie royale des sciences.
- 1783: Dialogue entre Aristippe et Diogéne.
- 1784: Éloge de M. d'Alembert, lu dans l'Assemblée publique de l'Académie des sciences, le 21 Avril 1784. A Paris: chez Moutard
- 1785: Essai sur l’application de l’analyse à la probabilité des décisions rendues à la pluralité des voix. (Volltext in der Google-Buchsuche; Rezension: Essai…. In: L’esprit des journaux, ouvrage périodique et littéraire / L’esprit des journaux, françois/français et étrangers, Jahrgang 1786, S. 473 (online bei ANNO).).
- 1786: De l’influence de la révolution d’Amérique sur l’Europe.
- 1786: Vie de Monsieur Turgot. Londres
- 1788: Réflexions d'un citoyen, sur la révolution de 1788. Londres
- 1789: Sur le choix des ministres
- 1789: Vie de Voltaire; neu herausgegeben: Brissot-Thivars, Paris 1822
  - deutsch 1791: Leben Voltairs, übersetzt von Dietrich Heinrich Stoever, Unger, Berlin.
- 1789: Au corps électoral sur Esclavage des Noirs.
- 1789: Déclaration des droits.
- 1790: Sur l’admission des femmes au droit de cité.
- 1792: Cinq mémoires sur l’instruction publique. Flammarion, Paris 1994, ISBN 2-08-070783-3
- 1792: * Réflexions sur la révolution de 1688, et sur celle du 10 août 1792
- 1792: Adresse aux Bataves
- 1793: Sur la nécessité d’établir en France une constitution nouvelle.
- 1795: Esquisse d’un tableau historique des progrès de l’esprit humain[7] Deutsch 1796: Entwurf eines historischen Gemähldes der Fortschritte des menschlichen Geistes. Nachlaß von Condorcet, übersetzt von Ernst Ludwig Posselt, Cotta, Tübingen.

- Œuvres complètes, Paris, 1804. 21 Teile
  - Tome premier. Eloges des académiciens de l'Académie Royale de Sciences, morts depuis l'an 1666, jusqu'en 1699
  - Tome II: Mélanges de littérature et de philosophie Tome II. Éloges des académiciens de l'Académie Royale de Sciences, morts depuis l'an 1771
  - Tome III: Mélanges de littérature et de philosophie tome III. Éloges des académiciens de l'Académie Royale de Sciences, morts depuis l'an 1783
  - Tome IV: Mélanges de littérature et de philosophie. Eloges des académiciens de l'Académie Royale de Sciences, morts depuis l'an 1787; suivvis de cuex de Michel de l'hôpital et de Blaise Pascal
  - Tome V: Vie de M. Turgot, publiée en 1786
  - Tome VI: Mélanges de littérature et de philosophie. Vie de Voltaire, suivi des advertissements et notes ...
  - Tome septième: Economie politique et politique tome I. Réflexions sur la jurisprudence criminelle. 1775. 1847
  - Tome VIII: Mélanges de littérature et de philosophie. Exquisse d'un tableau historique des progrès de l'esprit humaine. Premiere partie
  - Tome IX: Mélanges de littérature et de philosophie Tome IX. Sur l'instruction publique
  - Tome X: Mélanges de littérature et de philosophie Tome X. Lettres d'un théologien a l'auteur des trois siècles
  - Tome XI: Mélanges de politique tome XI. Réflexions sur la jurisprudence criminelle
  - Tome XII: Lettres d'un bourgeois de New-Heaven a un citoyen de Virginie ...
  - Tome XIII: Melanges de politique. Sur les assemblées provinciales. Première partie
  - Tome XIV: Melanges de politique. Sur les assemblées provinciales. Seconde partie
  - Tome XVI: Fragmentt sur la liberté de la presse
  - Tome XVII: Mélanges de politique tome XVII. De l'influence d'un monarque et d'une cour . Sur les moers d'un peuple libre
  - Tome XVIII: Sur le sens du mot révolutionnaire
  - Tome XIX: Lettre d'un laboureur de Picardie, A.M.N.***
  - Tome XX: Mélanges d'economie politique Tome XX. Plan d'un emprunt publique, avec  des hypothèques spéciales
  - Tome XXI: Sur les caisses d'accumulation

### Moderne Werkausgabe
- Marie Jean Antoine de Condorcet: Oeuvres, hrsg. von A. Condorcet O’Connor und F. Arago, Paris 1847-49. Reprint in 12 Bänden bei Frommann-Holzboog, Stuttgart-Bad Cannstatt 1968, ISBN 978-3-7728-0099-3